# Baryceros manaosensis
Baryceros manaosensis är en stekelart som först beskrevs av Brethes 1919.  Baryceros manaosensis ingår i släktet Baryceros och familjen brokparasitsteklar. Inga underarter finns listade.